# Brooke Voigt
Brooke Voigt (ur. 17 listopada 1993 w Fort McMurray) – kanadyjska snowboardzistka. Po raz pierwszy na arenie międzynarodowej pojawiła się 7 marca 2009 roku w Calgary, gdzie w zawodach FIS Race była piąta w halfpipe'ie. W 2012 roku wystąpiła na mistrzostwach świata juniorów w Sierra Nevada, zajmując dziesiąte miejsce w slopestyel'u. W Pucharze Świata zadebiutowała 30 stycznia 2010 roku w Calgary, zajmując drugą pozycję w slopestyel'u. Tym samym już w swoim debiucie nie tylko zdobyła pierwsze pucharowe punkty, ale od razu stanęła na podium. W zawodach tych rozdzieliła Sinę Candrian ze Szwajcarii i swą rodaczkę, Alexandrę Duckworth. Najlepsze wyniki zanotowała w sezonie 2019/2020, kiedy to zajęła 7. miejsce w klasyfikacji generalnej AFU, oraz w klasyfikacji big air była druga i slopestyle'u trzecia. W 2017 roku zajęła siódme miejsce w slopestyle'u podczas mistrzostw świata w Sierra Nevada. W 2018 roku wystartowała w igrzyskach olimpijskich w Pjongczangu, w których zajęła 21. lokatę w slopestyle'u oraz 17. w big air.

## Osiągnięcia

### Igrzyska olimpijskie
| Miejsce | Dzień     | Rok  | Miejscowość | Konkurencja | Zwyciężczyni   |
| ------- | --------- | ---- | ----------- | ----------- | -------------- |
| 21.     | 12 lutego | 2018 | Pjongczang  | Slopestyle  | Jamie Anderson |
| 17.     | 22 lutego | 2018 | Pjongczang  | Big air     | Anna Gasser    |

### Mistrzostwa świata
| Miejsce | Dzień       | Rok  | Miejscowość   | Konkurencja | Zwyciężczyni         |
| ------- | ----------- | ---- | ------------- | ----------- | -------------------- |
| 23.     | 18 stycznia | 2013 | Stoneham      | Slopestyle  | Spencer O’Brien      |
| 13.     | 21 stycznia | 2015 | Kreischberg   | Slopestyle  | Miyabi Onitsuka      |
| 7.      | 11 marca    | 2017 | Sierra Nevada | Slopestyle  | Laurie Blouin        |
| 28.     | 17 marca    | 2017 | Sierra Nevada | Big air     | Anna Gasser          |
| 8.      | 9 lutego    | 2019 | Park City     | Slopestyle  | Zoi Sadowski-Synnott |
| 13.     | 12 marca    | 2021 | Aspen         | Slopestyle  | Zoi Sadowski-Synnott |
| 24.     | 16 marca    | 2021 | Aspen         | Big air     | Laurie Blouin        |

### Puchar Świata

#### Miejsca w klasyfikacji generalnej
- sezon 2010/2011: 21.
- sezon 2011/2012: 13.
- sezon 2012/2013: 84.
- sezon 2013/2014: 44.
- sezon 2014/2015: 45.
- sezon 2015/2016: 17.
- sezon 2016/2017: 16.
- sezon 2017/2018: 32.
- sezon 2018/2019: 35.
- sezon 2019/2020: 7.
- sezon 2020/2021: 21.
- sezon 2021/2022: 21.

#### Miejsca na podium
1. Calgary – 30 stycznia 2010 (slopestyle) – 2. miejsce
2. Calgary – 26 lutego 2011 (slopestyle) – 2. miejsce
3. Stoneham – 26 lutego 2012 (slopestyle) – 2. miejsce
4. Boston – 11 lutego 2016 (Big Air) – 3. miejsce
5. Quebec – 12 lutego 2017 (slopestyle) – 3. miejsce
6. Seiser Alm – 26 stycznia 2019 (slopestyle) - 2. miejsce
7. Modena – 2 listopada 2019 (Big Air) - 2. miejsce
8. Atlanta – 20 grudnia 2019 (Big Air) - 3. miejsce
9. Seiser Alm – 23 stycznia 2020 (slopestyle) - 3. miejsce